# Karlsbader Zeitung (2004)
Die Karlsbader Zeitung war eine Zeitung, die von November 2004 bis Dezember 2006 einmal im Monat im Westböhmischen Bäderdreieck erschien. Sie kostete 1,00 € oder 30,- Tschechische Kronen. Auf acht Seiten informierte sie über Politik, Wirtschaft, Kultur, Regionales und Tourismus sowie alle wichtigen Termine in und um das Bäderdreieck Karlsbad, Marienbad und Franzensbad. Die Karlsbader Zeitung war ein Produkt der Prago-Media GmbH. Sie wurde auch als E-Zeitung vertrieben. Um ihren Bekanntheitsgrad zu steigern, wurde sie öfter der Prager Zeitung beigelegt.
Die Karlsbader Zeitung wurde in Tschechien, der Slowakei und in Deutschland verkauft, Ende des Jahres 2006 jedoch aufgrund geringer Nachfrage eingestellt.